# Dieta Montignac
La dieta Montignac es una dieta destinada a la pérdida de peso popularizada en la década de 1990, principalmente en Europa. Fue inventado por el francés Michel Montignac (1944-2010), un ejecutivo internacional de la industria farmacéutica, que, como su padre, tenía exceso de peso en su juventud. Su método está dirigido a personas que desean bajar de peso de manera eficiente y duradera, reducir los riesgos de insuficiencia cardíaca, y prevenir la diabetes.

## Principios
Este Método fue propuesto por Michel Montignac, un exejecutivo francés, quien tras luchar durante años contra su sobrepeso, empezó a investigar consigo mismo. Su primer libro se dedicaba a las comidas de negocios, insistiendo en que es posible adelgazar llevando la dura vida de un ejecutivo: sedentaria y comiendo fuera al menos buena parte de la semana.
Ante todo, Montignac llamó "Método" a su sistema, pues no parte del recuento del número de calorías de los alimentos ni de restringir su cantidad, sino de distinguirlos según su índice Glucémico (IG).
El Método está descrito con precisión en sus libros, siendo absolutamente recomendable para entenderlo leer al menos uno, pues cuenta con varios, entre ellos uno especial para la mujer, otro para la salud cardiovascular, libros de recetas, etc. Los libros de Montignac incluyen pequeñas mejoras en su Método fruto de la investigación del autor. También existen restaurantes y tiendas de alimentos que siguen el Método Montignac, repartidos por todo el mundo.
Básicamente es un sistema de alimentación en que se discriminan los alimentos según su índice Glucémico (IG) y no por su cantidad, distinguiendo alimentos con alto índice Glucémico (IG) (pan, patatas, pastas, etc.) y permitiendo los alimentos ricos en proteínas en principio sin límite de cantidad (carnes, pescado, derivados lácteos, etc.). Según Montignac, el hecho de comer alimentos ricos en carbohidratos de alto índice glucémico desencadena un incremento en los niveles plasmáticos de insulina, lo cual estimula la sensación de hambre y favorece la acumulación de grasas. Así, no se refiere a "alimentos de alto contenido en carbohidratos", sino a "alimentos de alto índice glucémico".
Montignac defendió siempre la "Dieta Mediterránea" y la dieta francesa tradicional en general, también ciertos alimentos franceses en especial como el queso y el vino (bebido con moderación); y por otro lado es muy crítico con las grandes corrientes del nutricionismo actual, como se desprende de su Método, habiendo él mismo sido ejecutivo de unos grandes laboratorios.
De España, resaltó que una vez en Andalucía vio a un anciano desayunar pan con aceite de oliva, decidiendo hacer lo mismo en lo sucesivo, entre otras razones, por su compatibilidad con la Fase II (mantenimiento de peso) y las bondades del aceite de oliva para la salud cardiovascular gracias al tipo de grasas que contiene.
Los niños quedan excluidos de la aplicación del Método, pues debido al crecimiento necesitan un aporte nutricional diferente a un adulto. En cualquier caso, se aplica a los niños la necesidad de restringir totalmente las bebidas carbonatadas, los dulces industriales y la necesidad de que tomen pasta hecha con trigo completo ("whole durum"). Dicho tipo de pasta es obligatorio en Italia por sus ventajas nutricionales y a la hora del mantenimiento de la masa corporal.
Son tres comidas las que componen su Método (desayuno, comida y cena), bien hechas las cuales, no debe de surgir hambre en ningún momento del día.
El cardiólogo canadiense Jean Dumesnil logró adelgazar 21 kilogramos en 1996 con este Método, pasando a apoyarlo a continuación. Ha prologado algún libro suyo.
Según Montignac, además del peso corporal es muy recomendable medir el adelgazamiento por el diámetro de la muñeca. Cuando se pierde volumen se pierde grasa: ésta es/puede ser sustituida por masa muscular, que es más densa y pesa más aunque abulte menos.
Siempre destacó el valor de la mujer en sus treinta y sus cuarenta años frente a los años de juventud, entre otras razones porque el Método ayuda a mejorar la salud femenina en diversos aspectos (ver su libro "El Método Montignac Especial Mujer").

## Características de la dieta

### Fases
Montignac llama "Método" y no dieta a su sistema, porque no considera que limite la ingesta del individuo arbitrariamente, ni cuente el número de calorías, consiguiendo que no se pase hambre.
El Método se divide en dos fases. En la primera (Fase I), que debe seguirse de forma estricta (sin compensación alguna, sin desviaciones por tanto), sólo se pueden consumir los denominados "alimentos permitidos". Esta fase se realiza en tanto no se alcance el peso corporal deseado, aunque normalmente no suele superar los dos meses. En la segunda fase se mantienen las pautas de las dietas, pero se permite el consumo ocasional de los "productos prohibidos". En la comida en que se realice se recomienda ingerir alimentos ricos en fibra.
Se prohíben el azúcar y sus derivados, el pan, las patatas y el alcohol en la primera fase de la dieta. Hay que evitar beber agua durante las comidas y las frutas deben tomarse en ayunas, no de postre. Es altamente recomendada para enfermos de diabetes, siempre bajo supervisión médica. Las personas con colesterol deben restringir la ingesta de grasas saturadas (carnes grasas, mantequilla...), dando preferencia a las insaturadas como el aceite de oliva.
La Fase II es la de estabilización ponderal definitiva (mantenimiento indefinido del peso conseguido): el número de alimentos permitidos aumenta sin que en ningún caso estén permitidos los "glúcidos malos", aquellos alimentos con índice glicémico superior a 50. En esta fase se pueden realizar desviaciones que deben ser compensadas a priori (antes) y no después de haberse desviado. Repite mucho el ejemplo de desayunar cruasanes o brioches, compensándolo anteriormente, el día antes.
También señala que el ejercicio físico es totalmente independiente del Método Montignac, y es improbable que tenga efecto en la pérdida de grasa corporal, salvo que se haga constantemente y -a ser posible- con una intensidad de más de 40 mins. seguidos (a partir de la que el cuerpo, el hígado, solamente quema grasas de reserva para obtener la energía que enviar a los músculos).
Para los deportistas profesionales o semiprofesionales, los principios del Método no son necesariamente aplicables, dado que estas personas necesitan un aporte calórico que llega a triplicar al de un adulto normal.

### Grupos de alimentos
- Grupo 1: Glúcidos buenos o de bajo índice glicémico
- Grupo 2: Glúcidos malos o de alto índice glicémico
- Grupo 3: Grasas saturadas (normalmente de origen vegetal)
- Grupo 4: Grasas insaturadas y mono instauradas
- Grupo 5: Proteínas animales
- Grupo 6: Proteínas vegetales
- Grupo 7: Grasas trans

Se deben evitar los glúcidos "malos" y las grasas saturadas. También se debe tener en cuenta que las proteínas de origen animal se absorben más fácilmente que las vegetales.

### Alimentos permitidos
Todo tipo de carnes (excepto trozos muy grasos) y pescados, pasta totalmente integral (whole durum) y arroz totalmente integral, arroz "Basmati", estos últimos sin mezclar con grasa, chocolate negro con más de un 70% de cacao, verduras, frutas consumidas 15 minutos antes de las comidas (ya que al permanecer en el estómago junto a la comida, podría fermentar y producir gases), huevos, harinas integrales, garbanzos, alubias, lentejas verdes y guisantes, quinoa cocida, queso, zanahoria cruda, yogur, leche (mejor desnatada, debido a que esta tiene un índice glucémico ligeramente inferior a la leche entera), fructosa, frutos secos, aceitunas, marisco, aguacate, germen de soja, café descafeinado, té, infusiones, vino (con moderación), pan totalmente integral (solo en el desayuno).
En cuanto a bebidas con cafeína, recomienda tomar con moderación y solamente en el desayuno ya que la cafeína produce una ligera subida de la resultante glucémica de la comida en que se toma.
En sus libros siempre concluye que el azúcar es un "veneno", introducido por su bajo precio y abundantemente en todo tipo de alimentos como consecuencia de la producción industrial.
Además, Montignac en sus últimos libros introduce algunas precisiones, especialmente dedicadas a quienes no adelgazan con facilidad una vez comenzada la Fase I: se debe comer en una ración europea (normal), no americana (grande/muy grande), y el pan tostado ve reducido su índice glucémico como fruto de ese proceso (fenómeno de retrogradación).

### Alimentos prohibidos
Azúcar, pan blanco, patata, maíz, harinas refinadas, zanahoria cocida, pasta (blanca), miel, arroz (blanco), habas, calabazas, pasas, remolacha, melón, nabo cocido, cerveza (entre comidas), hojaldre, croquetas, castañas, ketchup, aceite de palma y otras fuentes de grasas saturadas o trans, maltodextrina, almidones modificados, refrescos gaseosos azucarados y bebidas alcohólicas.

### Contraindicaciones
No tiene, siempre que se incluyan todos los nutrientes necesarios.
Por lo demás, arriba hemos mencionado a los niños y los deportistas profesionales ó semiprofesionales como colectivos excluidos de la aplicación del Método Montignac.

### Ejemplo
- Desayuno: Kiwis, café Archivado el 27 de mayo de 2021 en Wayback Machine. o té ligero con leche desnatada y avena.

- Comida:
  - 1.er plato: Espinacas salteadas con ajo y jamón.
  - 2º plato: Salmón a la plancha con ensalada de lechuga y tomate.
  - Postre: Queso Brie

- Merienda: Preferentemente fruta. Si no, cualquier alimento permitido.

- Cena:
  - 1.er plato: Puré de verduras.
  - 2º plato: Pollo en salsa.
  - Postre: Yogur desnatado sin azúcar, puede ser con fructosa, preferiblemente sacarina.